# Monsone (torpilleur)
Le Monsone (fanion « MS ») était un torpilleur italien de la classe Ciclone lancé en 1942 pour la Marine royale italienne (en italien : Regia Marina). 

## Construction et mise en service
Le Monsone est construit par le chantier naval Navalmeccanica de Castellammare di Stabia en Italie, et mis sur cale le 18 juin 1941. Il est lancé le 7 juin 1942 et est achevé et mis en service le 28 novembre 1942. Il est commissionné le même jour dans la Regia Marina.

## Histoire du service
Unité moderne de la classe Ciclone, conçue spécifiquement pour l'escorte des convois le long des routes périlleuses vers l'Afrique du Nord, le torpilleur Monsone est entré en service à la fin de 1942 et a été intensivement employé dans des tâches d'escorte le long des routes entre l'Italie, la Libye et la Tunisie.
Le 3 février 1943, à 5 h 30, le Monsone quitte Bizerte pour Naples afin d'escorter, avec le destroyer Saetta et les torpilleurs Sirio, Uragano et Clio, le grand pétrolier Thorsheimer qui rentre en Italie,. La navigation a été gênée par le brouillard, une mer de force 5 et un mistral de force 6, ce qui a provoqué des roulis et des dérives et rendu difficile le calcul de la position et l'utilisation du sondeur et de l'échogoniomètre. À 9h38 du même jour, le Uragano heurtée une mine (posée par le mouilleur de mines britannique HMS Abdiel (M39)), ce qui lui enlève la poupe, et il reste immobilisé,,. À 9h40, le Clio et le Saetta s'approchent pour porter secours, mais huit minutes plus tard, ce dernier heurte une mine et coule en deux en moins d'une minute, entraînant 170 hommes dans son naufrage,. De même, la tentative de sauvetage du Clio au moyen d'embarcations embarquées, qui a lieu à 9h51, est infructueuse, et à 10h, le reste du convoi reçoit l'ordre de continuer, atteignant Naples sain et sauf à 12h50,. Lors du naufrage du Uragano et du Saetta, 284 hommes ont disparu, tandis que seuls 54 ont pu être sauvés,.
A 11h20 le 15 février 1943, le Monsone, commandé par le capitaine de corvette (capitano di corvetta) Emanuele Filiberto Perrucca-Orfei, quitte Palerme avec le torpilleur Sirio, le vieux destroyer Augusto Riboty (qui reviendra environ après huit heures en raison de dommages) et les corvettes modernes Antilope et Gabbiano, pour escorter vers Bizerte un convoi composé des vapeurs Alcamo, Frosinone et Chieti et du petit pétrolier Labor. A 23h30, le navire détecte avec la jauge à écho le bruit produit par des moteurs à explosion à une distance d'environ 3 000 mètres: il s'agit des unités britanniques MTB 77, MTB 82 et MGB 61, de deux torpilleurs et d'une canonnière à moteur, qui manœuvrent pour attaquer le convoi. Les unités d'escorte ouvrent le feu avec leur artillerie, tandis que les unités britanniques tirent avec leurs mitrailleuses et, lorsqu'ils atteignent une courte distance, le MTB 77 et le MTB 82 tirent deux torpilles sur le Alcamo, le manquant. Puis les trois unités, dont deux ont été endommagées (le MTB 77 est touché à plusieurs reprises, le MTB 82 est touché par un obus en poupe) se replient, poursuivies inutilement par le Sirio et Monsone. Lorsque, à quatre heures du matin, elles reviennent pour tenter une seconde attaque, elles sont à nouveau repoussées. Le convoi, échappant également à quelques attaques aériennes, arrive sain et sauf à Bizerte à 23h45 le 16 février.
Le 24 février, le Monsone appareille de Bizerte pour escorter vers Naples, avec les navires-jumeaux (sister ships) Animoso et Fortunale, les vapeurs Alcamo, Chieti et Stella qui rentrent en Italie. Cependant, dans la nuit du 24 au 25, le convoi est attaqué par les airs et le Alcamo, immobilisé par une première torpille à 1h30 et touché par une seconde et des bombes à 3h15, coule à la position géographique de 39° 14′ N, 12° 30′ E. Au cours de l'attaque, un bombardier-torpilleur Bristol Beaufort de la 39e escadrille s'écrase en mer et trois membres de son équipage sont secourus par le Monsone, qui les a ensuite transportés à Naples.
Le 1er mars 1943, le Monsone est amarré dans le port de Naples, lorsque la ville est bombardée par neuf avions de la Ninth Air Force (United States Air Force ou USAF), qui touchent à la fois la cible (le port et les navires) et la ville, faisant 30 victimes civiles. Touché par plusieurs bombes, le torpilleur coule à son amarrage vers 18 heures,..
L'épave du Monsone est récupéré en 1946 et démolie.

### Commandants
- Capitaine de corvette (Capitano di corvetta) Emanuele Filiberto Perucca Orfei (né à Florence le 5 octobre 1909) (novembre 1942 - 1er mars 1943)